# (3055) Аннапавлова
(3055) Аннапавлова (лат. Annapavlova) — типичный астероид главного пояса, открыт 4 октября 1978 года советским астрономом Тамарой Смирновой в Крымской астрофизической обсерватории и 31 мая 1988 года назван в честь русской артистки балета Анны Павловой.

## Обнаружение и именование
(3055) Аннапавлова
Открыт 4 октября 1978 года в Научном Т. М. Смирновой.
Назван в честь известной балерины Анны Павловны Павловой (1881—1931).
Оригинальный текст (англ.)3055 Annapavlova
Discovered 1978-10-04 by Smirnova, T. at Nauchnyj.
Named in honor of the renowned ballet-dancer Anna Pavlovna Pavlova (1881—1931).
Источники: DISCOVERY.DB; M.P.C. 13173.

## Орбита

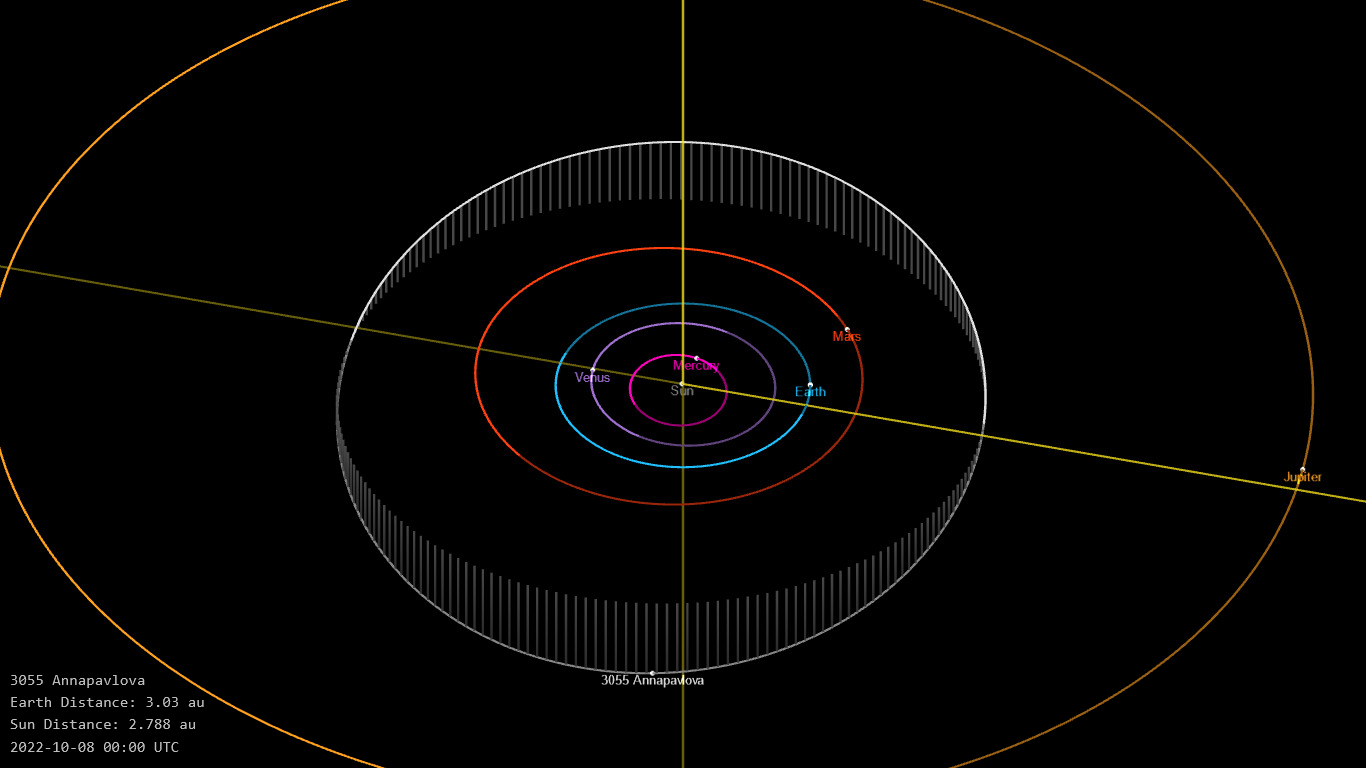
Орбита астероида Аннапавлова и его положение в Солнечной системе

## Физические характеристики
Астероид относится к таксономическому классу S.
По результатам наблюдений в видимом и ближнем инфракрасном диапазоне космического телескопа NEOWISE диаметр астероида оценивался равным 9,428±0,052 км. Согласно тем же источникам альбедо оценивается как 0,1987±0,0441 и 0,199±0,044.